# Marco Annio Afrino
Marco Annio Afrino  fue un político y militar romano del siglo I.

## Familia
Afrino fue miembro de la gens Annia. Algunos autores, en razón de su nombre, lo emparentan con los Annios Veros, una familia de origen bético a la que perteneció Marco Aurelio. Así, pudo haber sido tío de Annio Vero, bisabuelo del emperador, o un primo de aquel.

## Carrera pública
Quizá de origen bético, su carrera pudo verse favorecida por el patrocinio de Séneca, aunque no se resintió tras su caída. Durante el reinado de Claudio pudo haber estado destinado de Acaya  o haber apoyado a la ciudad de Atenas, puesto que los atenienses le honraron con una inscripción. Fue legado de Galacia de rango pretorio en algún momento del periodo 49-54, donde pudo supervisar algunos trabajos de importancia en la región sur, y alcanzó el consulado sufecto en el año 67. Era legado de Panonia en el año 69, durante la crisis de los cuatro emperadores. Vespasiano lo mantuvo en el cargo hasta el año 73, lo que prueba que contaba con la confianza del emperador, ganada quizá durante dicha crisis.